# 朝鲜战争中的苏联

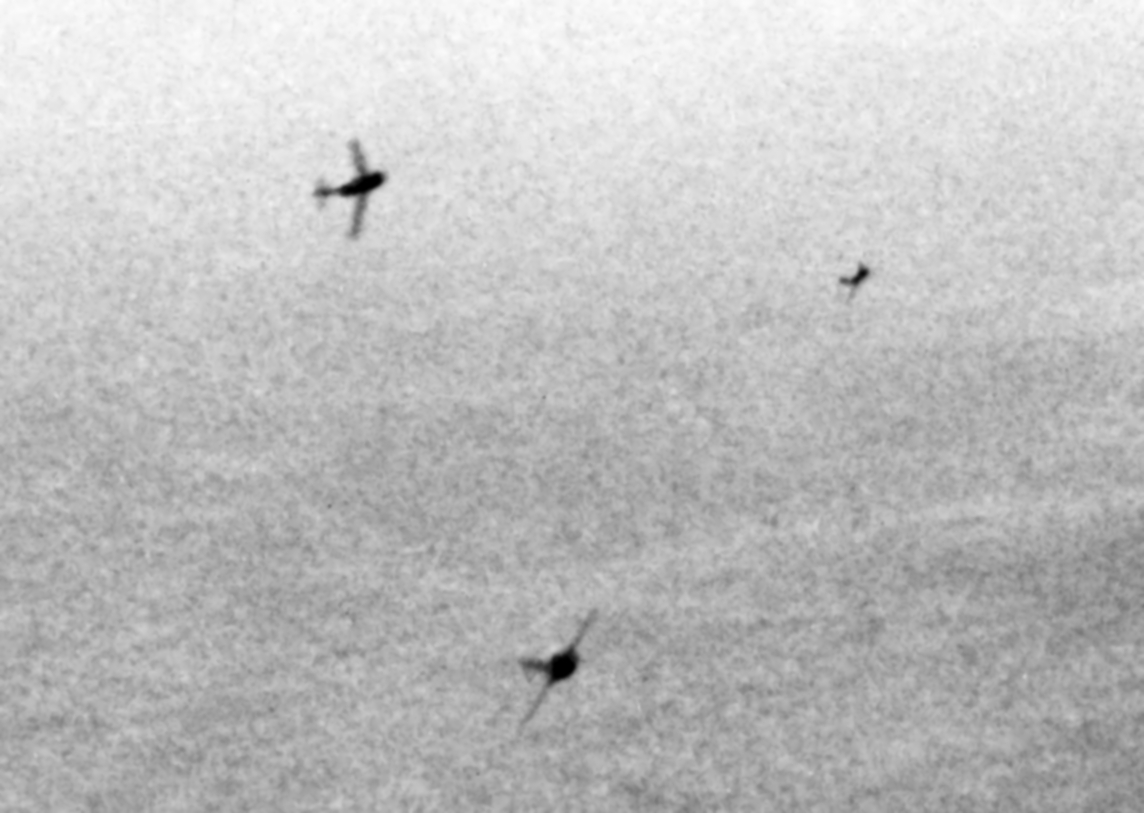
1951年，朝鲜上空的苏联米格15攻击美国空军B-29超級堡壘轟炸機

虽然苏联在朝鲜战争中不是正式的交战国，但它发挥了重要的秘密作用。苏联向朝鲜提供了物资、医疗服务以及飞行员和飞机，尤其是米格-15战斗机战斗机，以协助朝鲜-中国军队对抗韩国联合国军。

## 背景

### 苏联占领朝鲜（1945-1948）
第二次世界大战结束后，苏联第25集团军随即参加了对朝鲜北部的进攻，并在一段时间内将总部设在平壤。与南方的美军一样，苏联军队在战争结束后仍留在朝鲜重建国家。 

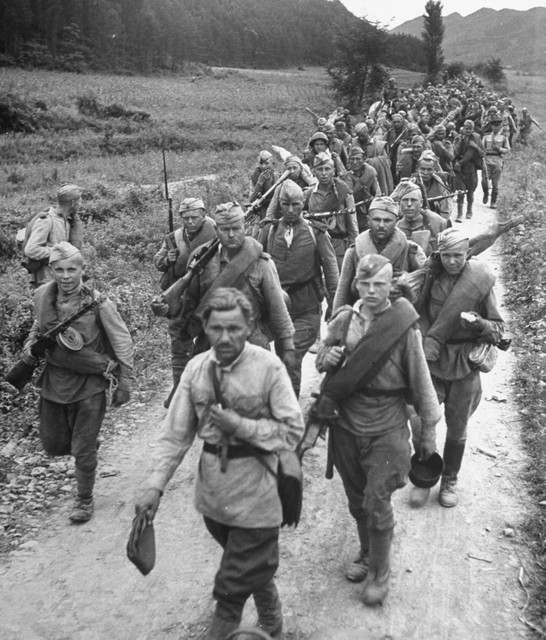
1945年10月，满洲攻势后在朝鲜的苏联士兵。

苏联军人在朝鲜政权初期的稳定中发挥了重要作用，尤其是在朝鲜人民军和朝鲜人民空军的创建及早期发展方面。1945年10月25日，苏联指导下在新义州成立了空军士官学校培养新的飞行员。 在斯大林领导下的苏联还建立了蘇聯民政廳，为金日成长期统治奠定了基础。

### 冷战
1950年战争爆发时，共产主义国家苏联、中国及其盟友已经与资本主义国家陷入“冷战”。双方都认为朝鲜战争有可能进一步破坏双方本已不稳定的关系，但同时也可能带来好处。
1950年4月，斯大林同意金日成入侵韩国，但附带条件是必要时由毛泽东提供增援部队。斯大林明确指出，苏联军队不会公开参战，以避免与美国发生直接冲突。  1950年5月，金日成与毛泽东会面。尽管毛泽东担心美国可能干预，但他仍同意支持朝鲜进攻韓國，因为中国亟需苏联承诺的经济和军事援助。毛泽东随后派遣更多解放军老兵前往朝鲜，并承诺将军队调往更靠近朝鲜边境的地区。随着毛泽东承诺的实现，战争准备加速进行。  

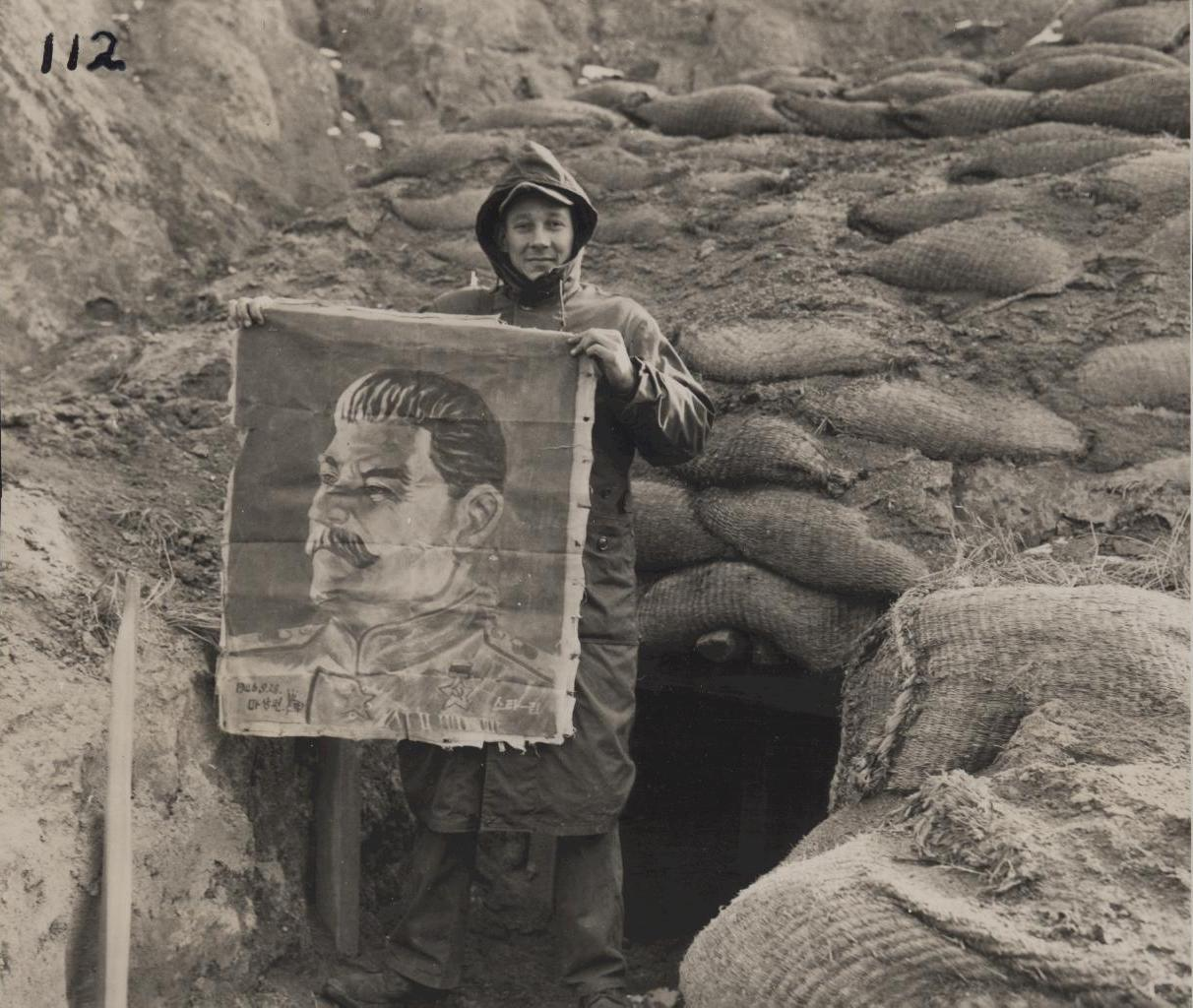
1950年11月27日，长津湖战役期间，在柳潭里附近的一个掩体中，一美国海军陆战队员手持斯大林肖像

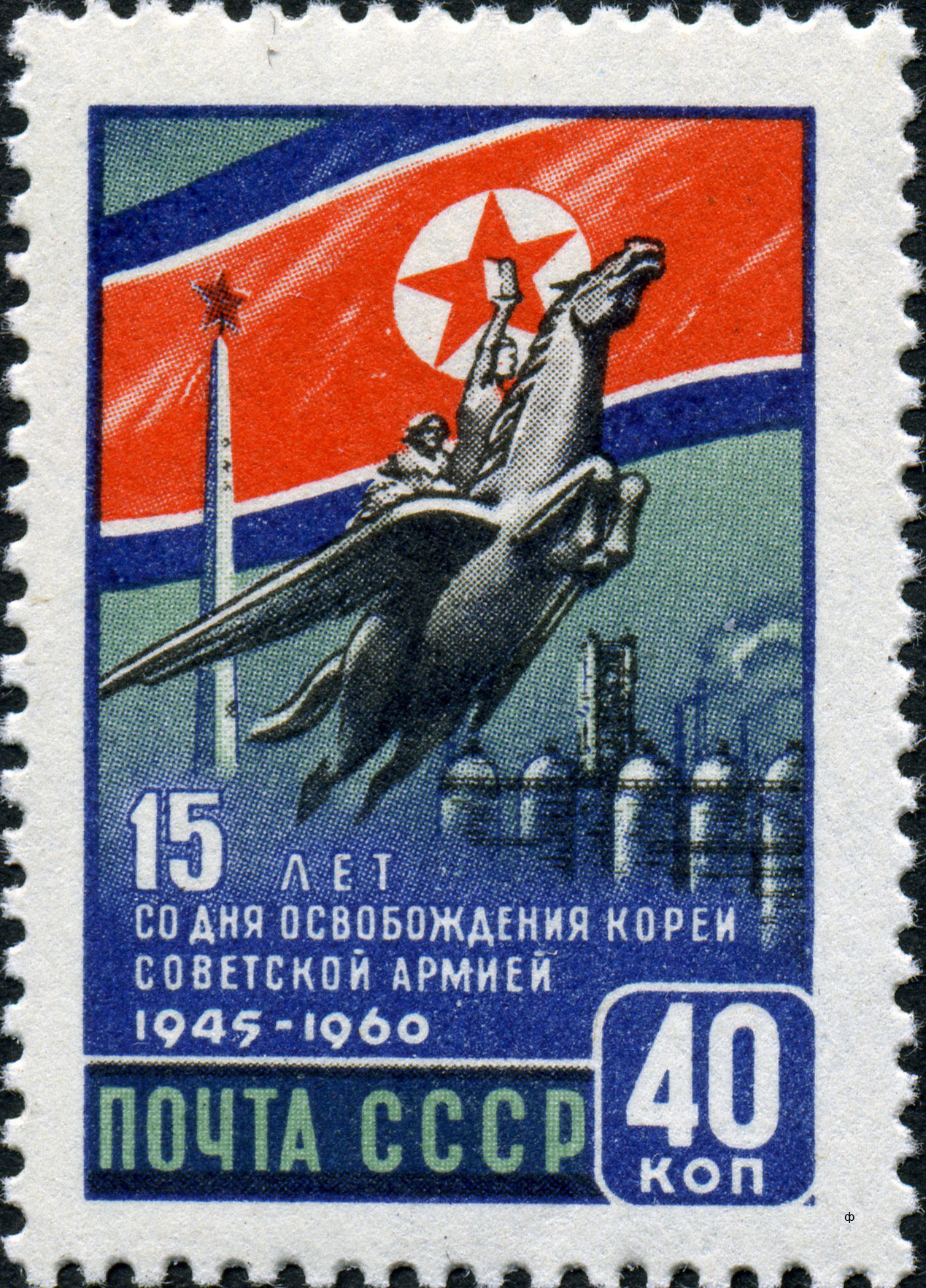
1960年苏联邮票，为纪念第二次世界大战期间苏联解放朝鲜半岛15周年。

由于美国和联合国軍士兵已部署在韩国参战，為避免引发与其他联合国成员国發生冲突，苏联军队无法对韩国发起公开和直接的敌对行动，相反，苏联被迫隐瞒其在战争中的参与（至少在苏联政府还能合理否认其介入的范围内），以尽量避免“冷战”升级为与北约、美国及其盟友之间爆發“热战”——那将可能引发全面冲突，甚至导致核战争。苏联正式否认参与，从而阻止了朝鲜战争升级。朝鲜方面的参与也违反了联合国安理会第84号决议，从技术上讲，该决议对苏联有约束力。

## 苏联对朝鲜军队的援助

### 医疗援助
苏联与几个“東方集團”国家（尤其是捷克斯洛伐克 ）一起向朝鲜派遣了20多名医生援助那里的军队，這类似于印度、意大利、挪威、丹麦和瑞典向韓國派遣的医疗队，他们並不參戰，仅提供人道主义支持。

### 物质援助
蘇聯对朝中军队的军事援助至关重要。尤其是苏联提供的PPSh-41冲锋枪在战场上发挥了显著作用（美军因其发出的声音而将其称为“打嗝枪” ） 苏联還向中朝两国提供了包括T-34/85中型坦克在内的重型装备。在战争初期的攻势中，该型坦克因其装甲坚固，几乎无法被美军当时的轻型坦克和反坦克武器击穿。 
苏联的物质援助对朝鲜和中国的空军同样至关重要。到1950年4月，朝鲜空军的178架飞机中有63架是由苏联提供的。在1950年9月之前，这些飞机在对抗韩国相对薄弱的防空力量时表现得十分有效，尽管韩国的防空体系得到了美国和联合国軍空军的大力支持。

## 苏联空中干预
由于建国初期得到了苏联的大量援助，中国和朝鲜空军在组织结构和装备上都采用了苏联的模式。到1950年10月，中国空军仅有两个战斗机师、一个轰炸机团和一个攻击机团，总共约200架作战飞机。 。中国向朝鲜派遣了几个空军团，这些部队装备了苏联提供的米格-15战斗机。由于飞行员训练不足，中国高层迫切需要苏联飞行员的帮助，其中一些苏联飞行员此前已经在中国负责培训中国空军的飞行员。然而，由于对中国飞行员的素质不满且数量不足，1950年11月，斯大林最终决定让苏联空军飞行员直接参战，并以中国人民解放军空军或朝鲜人民军空军的名义执行任务。1950年11月1日，驻扎在满洲东北部、负责训练中国飞行员驾驶米格-15的苏联空军部队，首次与美国飞机空中交战。
除了广为人知的第64战斗机军团米格-15部队外，蘇聯還將高射炮部队、探照灯部队和技术支援部队派往满洲。

### 苏联飞行员
- 亚历山大·斯卡奇科夫
- 尼古拉·布哈林
- 谢苗·费多列茨
- 叶夫根尼·佩佩利亚耶夫
- 谢尔盖·克拉马连科
- 尼古拉·苏特亚金

苏联飞行员从1950年11月开始在朝鲜战争中活跃。但为了掩盖苏联的这种直接干预，采取了预防措施来掩盖他们的参与。
苏联飞行员执行任务时穿着中国军服，并被禁止在海岸或前线附近飞行，以避免被击落后被俘。他们在无线电通信中不得使用俄语，所有执行任务的飞机上也都是中国或朝鲜的軍旗。而在地面上，由于种族特征明显，因而無法冒充成中国或朝鲜士兵，苏联飞行员通常伪装成從苏联來的出差的人士。
苏联飞行员驾驶米格-15战斗机参加了中朝边境鸭绿江流域“米格走廊”地区的战斗，以及在朝鲜抵抗联合国軍“火车破坏”袭击的行动。
由于苏联、中国和朝鲜飞行员之间缺乏共同语言，经常发生友军误伤，有米格战斗机被误认为是美国F-86軍刀戰鬥機而遭到击落。 

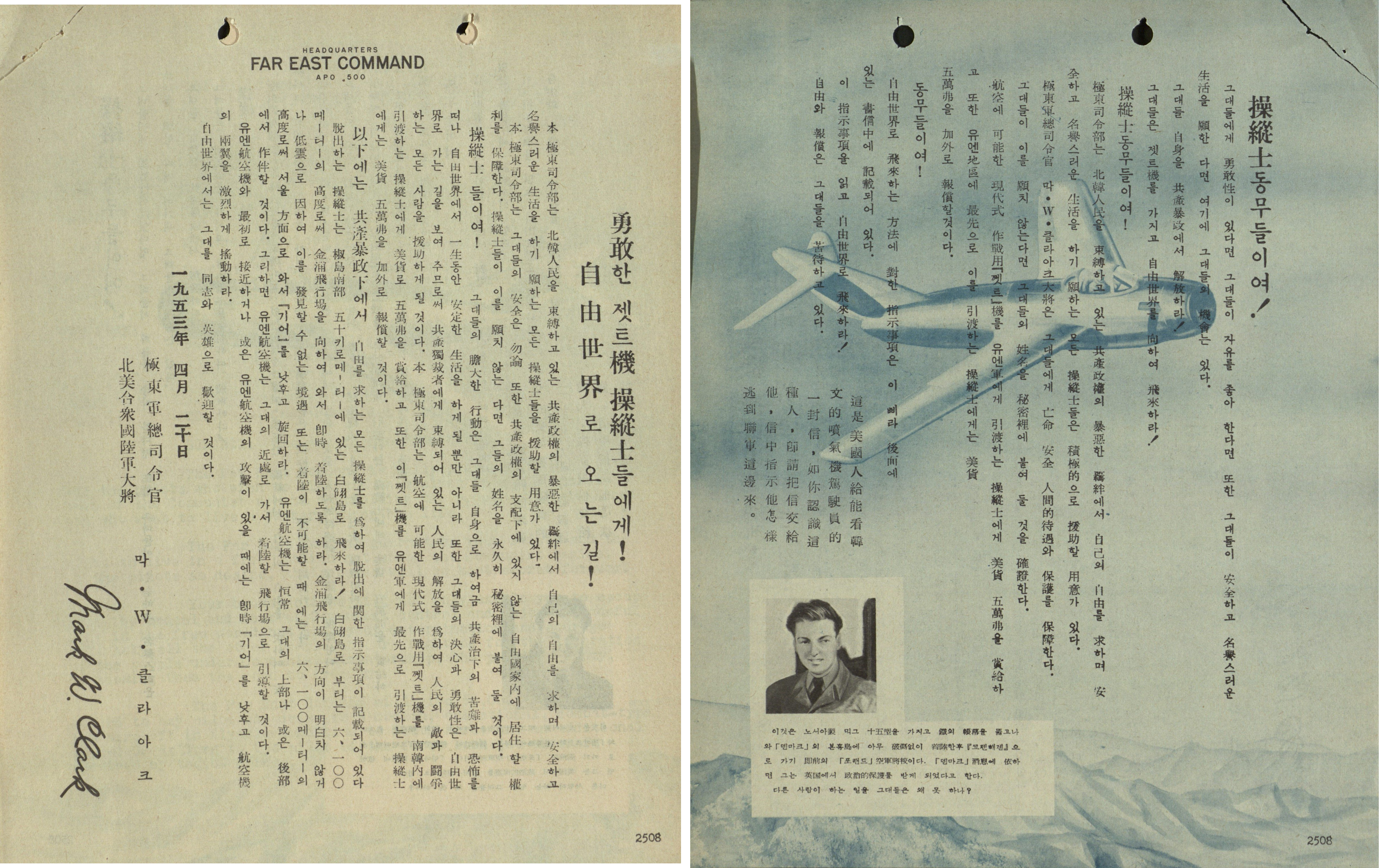
联合国軍的传单，上面的內容提到向联合国軍投誠的朝鲜飞行员盧今錫領取了10万美元，并且传单已被翻译成中文、韩文和俄文

### 米格-15
米格-15是一款當時先进的喷气式飞机，苏联在二战后向中国和朝鲜军队提供了大量此型飞机。由于其出色的设计，米格-15与当时最先进的美国喷气式战斗机F-86“佩刀”相媲美，在空战中发挥了关键作用。
战争爆发时，朝鲜驾驶的伊爾-10攻擊機对地攻击机和Yak-9戰鬥機战斗机等苏联飞机很容易被F-80流星戰鬥機和F-84戰鬥機等美国喷气式飞机所击败，这意味着联合国军迅速取得了空中优势。
相比之下，当米格-15战斗机出现在朝鲜战场时，它立即对联合国军（尤其是美军）此前的空中优势构成了挑战，因为米格-15战斗机的性能优于当时在朝鲜服役的所有美国喷火式战斗机，更不用说那些老旧的螺旋桨驱动的 P-51戰鬥機。据信，战争期间由苏联飞行员驾驶的米格-15共击落了142架至1,106架联合国飞机（具体数字取决于不同来源的统计），这一战绩明显高于同等规模的联合国軍空军部队。 
认识到米格战机的重要性与威胁，联合国军指挥部策划了名为“穆拉行动”的心理战行动，旨在诱使米格-15飞行员叛逃，驾驶一架完好的米格战机逃到韩国，以便美军进行技术测试。作为诱因，行动向叛逃者承诺10万美元奖金及政治庇护。朝鲜飞行员盧今錫于1953年9月驾驶米格-15叛逃到韩国，虽然他后来声称自己并不知情有悬赏，但此举为美国提供了一个宝贵的机会，使其得以全面测试和分析米格-15的性能。

## 对苏联参与的认识
尽管苏联从未正式承认参与朝鲜战争，而且苏联飞行员被严格禁止在无线电中使用除基本韩语以外的任何语言进行通信，但在高压环境下或咒骂时，他们常常会下意识使用俄语。这一细节很快被英联邦和美国飞行员察觉到，进一步加深了对苏联秘密介入的怀疑。
有关苏联秘密参与朝鲜战争的报告很快传到了联合国軍指挥系统。然而，苏联始终否认这些关于其直接介入的指控，而美国政府也选择不深入追究，以避免进一步加剧与苏联的紧张关系。随着时间推移，两个超级大国都将这场冲突视为一个独特的机会。既能在不引发第三次世界大戰的前提下，直接与对方的军队较量，又能在实战中测试和磨练各自的航空技术与战术。

## 中苏关系的遗产
与外界的预期相反，苏联对朝鲜的介入并没有给中國领导层带来多少信心。毛泽东尤其感到失望，甚至有被背叛的感觉，因为苏联领导层除了派遣米格战斗机中队外，坚决拒绝派遣步兵和装甲部队与中国并肩作战。这让中国在面对联合国军，尤其是美军的压力时，不得不单独承担大部分地面作战的重任。此外，苏联决定让中国人为其所获得的所有物质援助支付费用，这让中国领导层感到羞辱，这“使苏联人看起来更像是军火商，而不是真正的共产国际主义者。” 
張曉明认为，实际上，中国人开始觉得苏联是一个不可靠、要求苛刻的盟友，因此在战后的几年里采取了更大措施，确保自己实现自给自足。  1960年，中国与苏联决裂，即中苏交恶，它导致整个共产主义阵营内部出现严重分歧，许多人预计各共产党国家将被迫在中苏之间选边站队。然而，与两国接壤的朝鲜政权巧妙地利用并挑拨两国之间的矛盾，成功避免了在分裂中完全倒向任何一方，保持了自身的独立与生存空间。直到后来，苏联在米哈伊尔·戈尔巴乔夫领导下下才主动改善与中国的关系。这种共產主義陣營的分裂无疑一定程度上受到朝鲜战争的影响， 影响了1989年之前的中蘇两国关系。